# Campeonato Panamericano de Judo de 2020
El XLV Campeonato Panamericano de Judo se celebró en Guadalajara (México) entre el 20 y el 22 de noviembre de 2020 bajo la organización de la Confederación Panamericana de Judo.
En total se disputaron catorce pruebas diferentes, siete masculinas y siete femeninas.

## Resultados

### Masculino
| Evento  | Oro                       | Plata                           | Bronce                                                                 |
| ------- | ------------------------- | ------------------------------- | ---------------------------------------------------------------------- |
| –60 kg  | Eric Takabatake · Brasil  | Adonis Diaz Estados Unidos      | Lenin Preciado · Ecuador · Steven Morocho · Ecuador                    |
| –66 kg  | Daniel Cargnin · Brasil   | Osniel Solís · Cuba             | Tal Almog · Argentina · Orlando Polanco · Cuba                         |
| –73 kg  | Antoine Bouchard · Canadá | Eduardo Barbosa · Brasil        | Gilberto Cardoso · México · Alonso Wong · Perú                         |
| –81 kg  | Adrián Gandía Puerto Rico | Eduardo Yudi Santos · Brasil    | Luis Ángeles Sotelo · Perú · Medickson del Orbe · República Dominicana |
| –90 kg  | Iván Felipe Silva · Cuba  | Rafael Macedo · Brasil          | Zachary Burt · Canadá · Colton Brown · Estados Unidos                  |
| –100 kg | Shady El Nahas · Canadá   | Rafael Buzacarini · Brasil      | Robert Florentino · República Dominicana · Kyle Reyes · Canadá         |
| +100 kg | Andy Granda · Cuba        | Rafael Carlos da Silva · Brasil | Marc Deschenes · Canadá · David Moura · Brasil                         |

### Femenino
| Evento | Oro                                  | Plata                           | Bronce                                                           |
| ------ | ------------------------------------ | ------------------------------- | ---------------------------------------------------------------- |
| –48 kg | Paula Pareto Argentina               | Edna Carrillo · México          | Keisy Perafán · Argentina · Mary Dee Vargas · Chile              |
| –52 kg | Ecaterina Guica · Canadá             | Luz Olvera · México             | Larissa Pimenta · Brasil · Nahomys Acosta · Cuba                 |
| –57 kg | Miryam Roper · Panamá                | Leilani Akiyama Estados Unidos  | Arnaes Odelín · Cuba · Jéssica Pereira · Brasil                  |
| –63 kg | Catherine Beauchemin-Pinard · Canadá | Anriquelis Barrios · Venezuela  | Alisha Galles · Estados Unidos · Ketleyn Quadros · Brasil        |
| –70 kg | Maria de Lourdes Portela · Brasil    | María Pérez Puerto Rico         | Elvismar Rodríguez · Venezuela · Chantal Wright · Estados Unidos |
| –78 kg | Vanessa Chalá · Ecuador              | Nefeli Papadakis Estados Unidos | Diana Brenes · Costa Rica · Karen León · Venezuela               |
| +78 kg | Maria Altheman · Brasil              | Beatriz Souza · Brasil          | Yuliana Bolívar · Perú                                           |

## Medallero
| Núm. | País                 | Oro | Plata | Bronce | Total |
| ---- | -------------------- | --- | ----- | ------ | ----- |
| 1    | Brasil               | 4   | 6     | 4      | 14    |
| 2    | Canadá               | 4   | 0     | 3      | 7     |
| 3    | Cuba                 | 2   | 1     | 3      | 6     |
| 4    | Puerto Rico          | 1   | 1     | 0      | 2     |
| 5    | Argentina            | 1   | 0     | 2      | 3     |
| 5    | Ecuador              | 1   | 0     | 2      | 3     |
| 7    | Panamá               | 1   | 0     | 0      | 1     |
| 8    | Estados Unidos       | 0   | 3     | 3      | 6     |
| 9    | México               | 0   | 2     | 1      | 3     |
| 10   | Venezuela            | 0   | 1     | 2      | 3     |
| 11   | Perú                 | 0   | 0     | 3      | 3     |
| 12   | República Dominicana | 0   | 0     | 2      | 2     |
| 13   | Chile                | 0   | 0     | 1      | 1     |
| 13   | Costa Rica           | 0   | 0     | 1      | 1     |
|      | TOTAL                | 14  | 14    | 27     | 55    |